# Put Your Drinks Down
Put Your Drinks Down to wydany w 2003 roku singel amerykańskiego rapera Drag-Ona. Promuje album "Hell and Back".
Podkład "Put Your Drinks Down" został wyprodukowany przez Needlza.

## Lista utworów
1. "Put Your Drinks Down" (Clean)
2. "Put Your Drinks Down" (Explicit)
3. "Put Your Drinks Down" (Instrumental)